# Koruna stromu

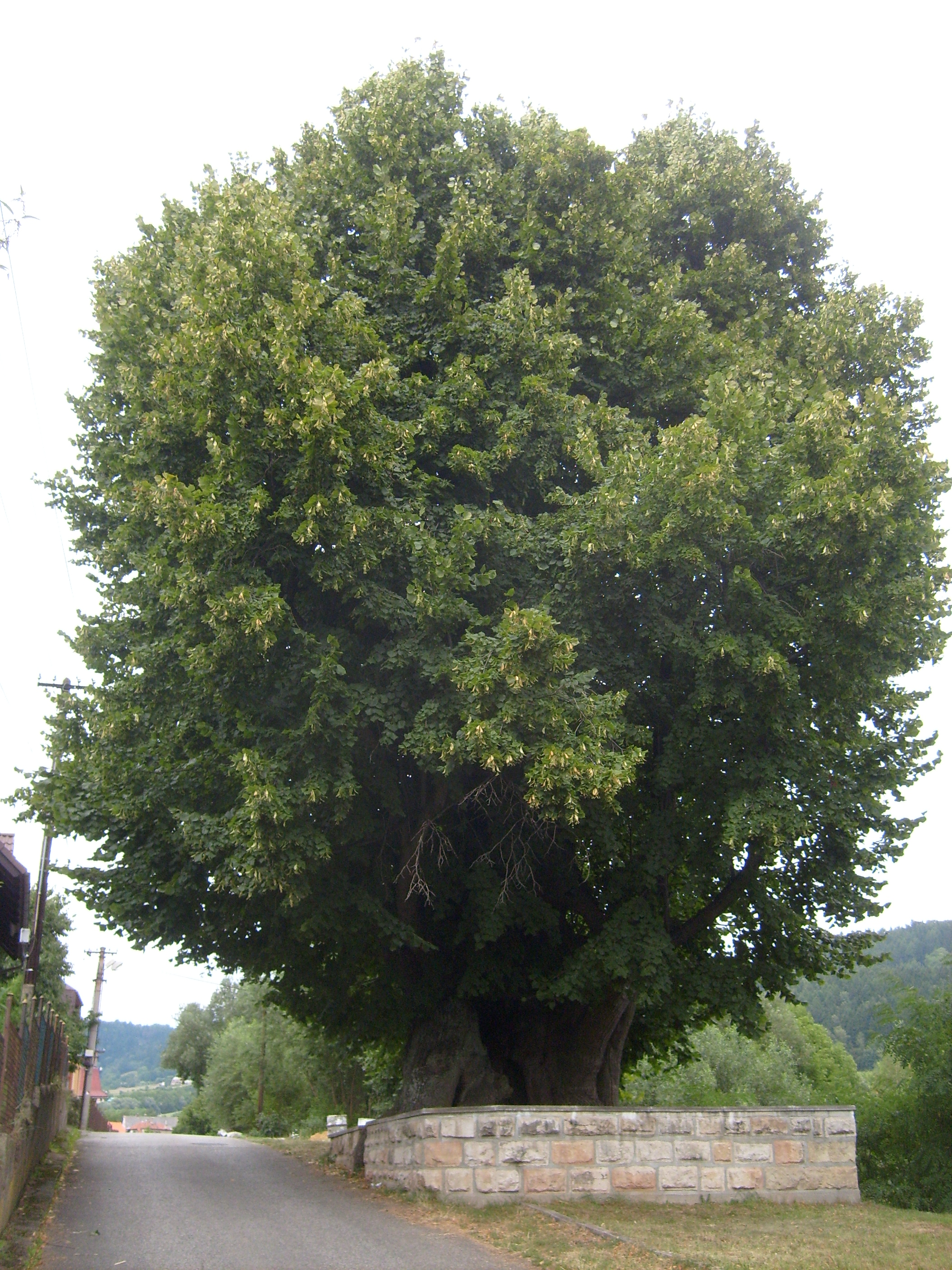
Koruna Tatobitské lípy, stromu roku 2015

Koruna je rozvětvená část dřevin – stromů a keřů. Tvoří ji soustava takzvaných kosterních a vedlejších větví. Dřevinám slouží k získání co největší plochy pro příjem slunečního záření na fotosyntézu. Současně poskytuje úkryt mnoha živočichům.
Různý způsob větvení dává každému druhu charakteristický tvar. Tento tvar může být dále ovlivněn prostředím, v němž jedinec roste, tedy zda roste osamoceně nebo uvnitř porostu – lesa. Tvar a kostru koruny určují větve vyššího řádu.

## Větve vyššího a nižšího řádu
Kosterní větve neboli větve vyššího řádu vyrůstají z prodlouženého kmene a tvoří základ koruny. Jejich postranní výhony se pak dále větví, čímž vznikají vedlejší větve neboli větve nižšího řádu. Větve vyššího řádu svým růstem vždy převyšují větve nižšího řádu.

## Tvary koruny stromů
Koruna stromu mívá většinou shodný tvar s jeho kořenovým systémem, ovocné dřeviny s plošší korunou mají obvykle plošší kořenový systém.
U stromů rozeznáváme tyto základní tvary korun:
- jehlancovitý (kuželovitý)
- úzce vřetenovitý
- elipsoidní,
- vejčitý
- kulovitý
- deštníkovitý
- nepravidelný